# Heraldyka polska

Herb Rzeczypospolitej Obojga Narodów

Heraldyka polska – dział heraldyki zajmujący się polskimi herbami, badający m.in. historię powstania i używania herbów w Polsce, swoiste polskie cechy herbów i reguły heraldyczne, pod wieloma względami różniące się od heraldyki innych państw europejskich.
Ze względu na specyficzny rozwój społeczeństwa feudalnego w Polsce prowadzący do objęcia znanym w całej Europie postulatem równości szlachty wyjątkowo szerokiego grona osób (inaczej niż np. w Anglii, gdzie tytuł dziedziczy tylko jedna osoba), także ze względu na odmienną historię i bliższe kontakty z ludami azjatyckimi, być może ze względu na dłuższe funkcjonowanie niż na Zachodzie pozostałości ustroju plemiennego heraldyka polska posiada kilka cech zasadniczo odróżniających ją od heraldyki w innych krajach.
Jeśli poszukujesz informacji ogólnych o heraldyce, zobacz artykuł: heraldyka.

## Heraldyka szlachecka

### Znaki kreskowe
Jedna czwarta rodowych herbów polskich i przytłaczająca większość ich odmian posiada godła pochodzące od polskich kreskowych znaków własnościowych, które pojawiły się przed powstaniem jakiegokolwiek pojęcia heraldycznego. Znaki te były bardzo zbliżone do tamg, czyli znaków kreskowych używanych na terenach ciągnących się od terenów Syberii po region kaukaski i półwysep krymski, w tym przez Sarmatów w starożytności i przez Tatarów w średniowieczu. Jednocześnie były znakami dziedzicznymi pełniącymi funkcję znaków rozpoznawczych i własnościowych. Już w XIII wieku i XIV wieku zostały uprzedmiotowione, kształt natomiast popadł procesowi heraldyzacji, czyli stał się dostosowany do wymogów tzw. sztuki heraldycznej. Dało to początek znakom heraldycznym gwiazd, podkowy, księżyca czy rogaciny (wraz z jej odmianami) itd., czyli symbolom cechującym polską heraldykę.

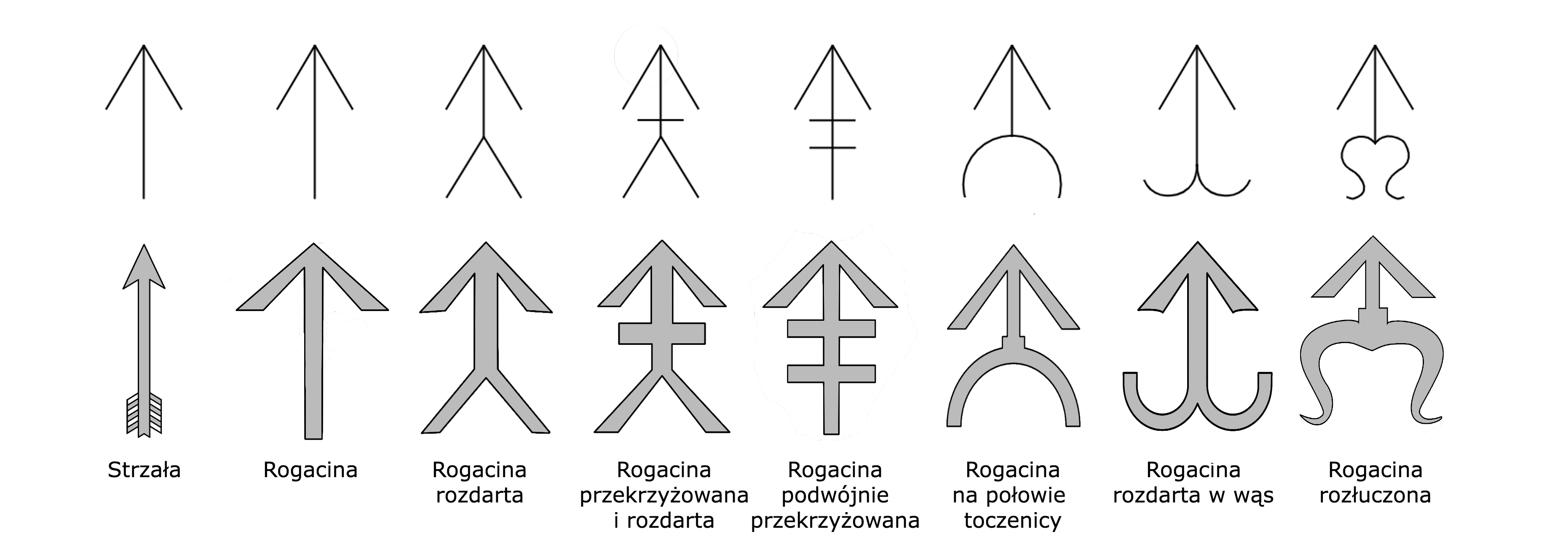
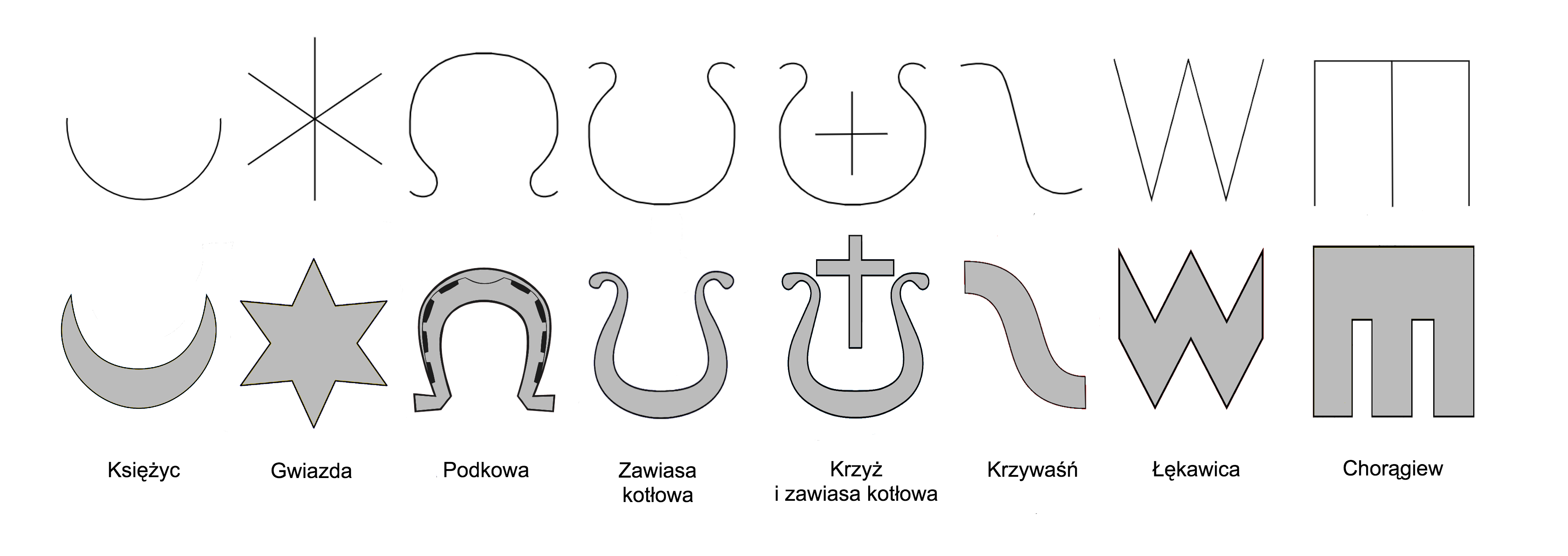

### Herb rodowy

Podstawa statystycznego wizerunku polskiego herbu szlacheckiego na wzór graficzny T. Gajla

Najważniejszym elementem i częścią nierozłączną polskiej heraldyki szlacheckiej jest herb szlachecki, czyli znak dziedziczny polskiego rodu szlacheckiego, który świadczy o przynależności do danego rodu, wyróżniający zarazem jego członków . W Polsce na kilkaset tysięcy rodów szlacheckich przypadało ok. 4000 herbów . Osobę lub osoby posiadające herb rodowy określa się mianym herbownych. Do herbów szlacheckich zalicza się również herby książęce, herby baronowskie i herby hrabiowskie.

#### Zawołanie
Jedną ze szczegółowych cech heraldyki polskiej jest zawołanie. Zawołanie jest proklamą (od łac. proclamatio), znamieniem słuchowym, pochodzącym z okrzyku, poprzez który zwoływali się rycerze wywodzący się spod tej samej chorągwi (przynależący do jednej grupy posiadającej tę samą chorągiew). Jednocześnie pełniło funkcję okrzyku bojowego (franc. cris de guerre, łac. clamor bellicus), towarzysząc niegdyś w rozpoczęciu natarcia chorągwi na wroga. W dużej ilości przypadków zawołanie jest starsze od herbu, ponieważ pochodzi jeszcze z czasów przedheraldycznych. Treść samych zawołań pozwala wyróżnić cztery grupy proklam: osobową (imiona, nazwiska, przezwiska), hasłową (dewizy i okrzyki), topograficzną (nazwy rzek i jezior, osad i grodów) i obrazową (nazwy pochodzące od godła lub klejnotu).
Zawołania związane z nazwami osobowymi to np.: Kołda (Oksza), Borys (Larysza), Odrowąż (Odrowąż), Łazęka i Zarazy (Jastrzębiec). Od nazw rzek pochodzą chociażby zawołania: Śreniawa (Szreniawa) i Bzura (Lis), natomiast z miejscowościami wiążą się np. proklamy; Sławęcin (Puchała) Budziszyn (Zadora). Okrzyki bojowe to przykładowo: Na pole i Nagody (Prus II), Nagórę i Nagody (Jastrzębiec), Orzy Orzy (Lis), Napora (Prus III) oraz Po trzy na gałąź (Gryf).
Do zawołań obrazowych nawiązujących do godeł zaliczamy: Osmoróg (Gierałt), Łodzia (Łodzia), Bolc (Bełty). Z samym klejnotem wiąże się zawołanie Połukoza (Półkozic).
W przypadku wielkich rodów herbowych mamy do czynienia z wieloma zawołaniami, które najprawdopodobniej były zawołaniami odrębnych gniazd rodowych (miejsc, z których pochodziły rody).

#### Nazewnictwo
Pochodzenie nazw polskich herbów jest bardzo zróżnicowane. Nazwy mogą nawiązywać do gniazd rodowych (miejsc, z których poszczególne rodziny szlacheckie się wywodzą), klejnotem, godłem, zawołaniem i imieniem protoplasty rodu. Największa ilość nazw herbowych nazw osobowych (imion, nazwisk) i nazw przezwiskowych. Do herbów z takimi nazwami należą np. Drogomir, Amadej i Juńczyk. Znane są również nazwy miejscowe (Bogoria, Przeginia, Dębno) i nazwy pochodzące od nazw jezior czy rzek (Nałęcz, Szreniawa, Przosna). Godła natomiast zapoczątkowały nazwę np. herbów Gryf, Trąby i Łodzia, a klejnoty herbów Jastrzębiec, Lis i Półkozic. Z zawołaniami herbowymi związane są herby Nabram (na bramę!), Bożezdarz i prawdopodobnie Doliwa (do Liwa!). Jednakże ustalenie pochodzenia niektórych nazw herbów nadal wymaga licznych badań.

Nazwa herbu własnego przypisana jest zazwyczaj do nazwisk rodu pieczętującego się nim (np. Andrzejkowicz od rodziny Andrzejkowiczów lub Barczewski od rodziny Barczewskich). W wypadku osób nobilitowanych za zasługi wojenne nazwa herbu może nawiązywać do miejsca bitwy (np. herb Pskowczyk od bitwy pod Pskowem). Niezwykle wymyślne nazwy były nadawane za czasów ostatniego króla Polski Stanisława Augusta Poniatowskiego i nawiązywały do nazw pochodzenia staropolskiego. Osoby nobilitowane otrzymały przykładowo herby: Białoskrzydł, Krakowczyk, Trójstrzał. Zagraniczną specyfiką heraldyczną było również to, że modyfikacja tynktury herbu lub godła herbowego wiązała się z powstaniem zupełnie nowego herbu, w Polsce natomiast oznaczała jedynie powstanie odmiany herbowej istniejącego już herbu.

Rodzaje herbów rodowych
Działosza, herb szlachecki
Niemyski, herb baronowski
Potocki, herb hrabiowski
Lubomirski, herb książęcy

### Rody

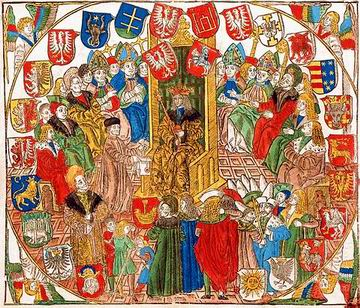
Karta ze „Statutu Łaskiego”, przedstawiająca m.in. herbownych w senacie polskim (1506)

Jedną z głównych cech heraldyki polskiej różniącą ją od heraldyki ogólnej jest to, że w czasach średniowiecza żaden herb nie należał do jednej rodziny. Herb pełnił wówczas funkcję znaku herbownych – grupy składającej się z kilku lub czasem kilkuset rodzin. Wszędzie poza Polską herb funkcjonował jako znak rozpoznawczy tylko jednej rodziny. Rody posiadające starsze herby w odległej przeszłości zwykle miały wspólne pokrewieństwo (jednego przodka) , jednakże znaczny wpływ historyczny doprowadził do rozgałęzienia się poszczególnych rodzin. 

Przykładowo jeden z legendarnych rycerzy o imieniu Żyrosław był w posiadaniu majątku ziemskiego, który odziedziczył jego syn Aleksander. Ten podzielił majątek na kilku swoich synów, którzy mieli przybrać nazwiska od dziedziczonych dóbr, stając się tym samym protoplastami nowych rodzin (był to bardzo częsty zabieg w historii Polski, który sprawiał, że przykładowo trzech braci mogło mieć trzy różne nazwiska). Był to początek wielu znakomitych polskich rodów, w tym Moskorzewskich z Moskorzewa (znanych później jako Kamienieccy z Kamieńca) oraz Potockich z Potoka. 

W Polsce również są znane herby przypisywane jednej rodzinie, noszą wówczas nazwę herbów własnych, są znacznie młodsze od klasycznych polskich herbów szlacheckich, przypisywanych wielu rodom. Przykładowymi herbami własnymi są; Hołownia – należący do Hołowniów-Ostrożeckich, Radziwiłł – Radziwiłłów i Potocki – Potockich. 

Wspólne pokrewieństwo osób pieczętujących się tym samym herbem nie zawsze było regułą, stan szlachecki rozrastał się głównie dzięki dziedziczeniu przywilejów, herbów oraz tzw. adopcjom herbowym, czyli przypuszczeniom osób nieszlachetnych (adoptowanych) do herbu szlachcica (adoptującego). Przykładowo podczas unii horodelskiej doszło do nadania 47 polskich herbów bojarom wyznania rzymskokatolickiego pochodzącym z Litwy . 

Na ogól do herbu przypuszczano nieherbownych przyjaciół z własnej chorągwi lub zasłużonych poddanych. Proceder ten był powszechny do tego stopnia, że z czasem zaczęto go ograniczać, a następnie został zakazany w 1616 roku. Po wprowadzeniu owego zakazu powstały inne luki powiązane z adopcjami, były nimi nobilitacje oraz indygenaty (patrz niżej). 

Portrety szlachty polskiej z wizerunkami ich herbów
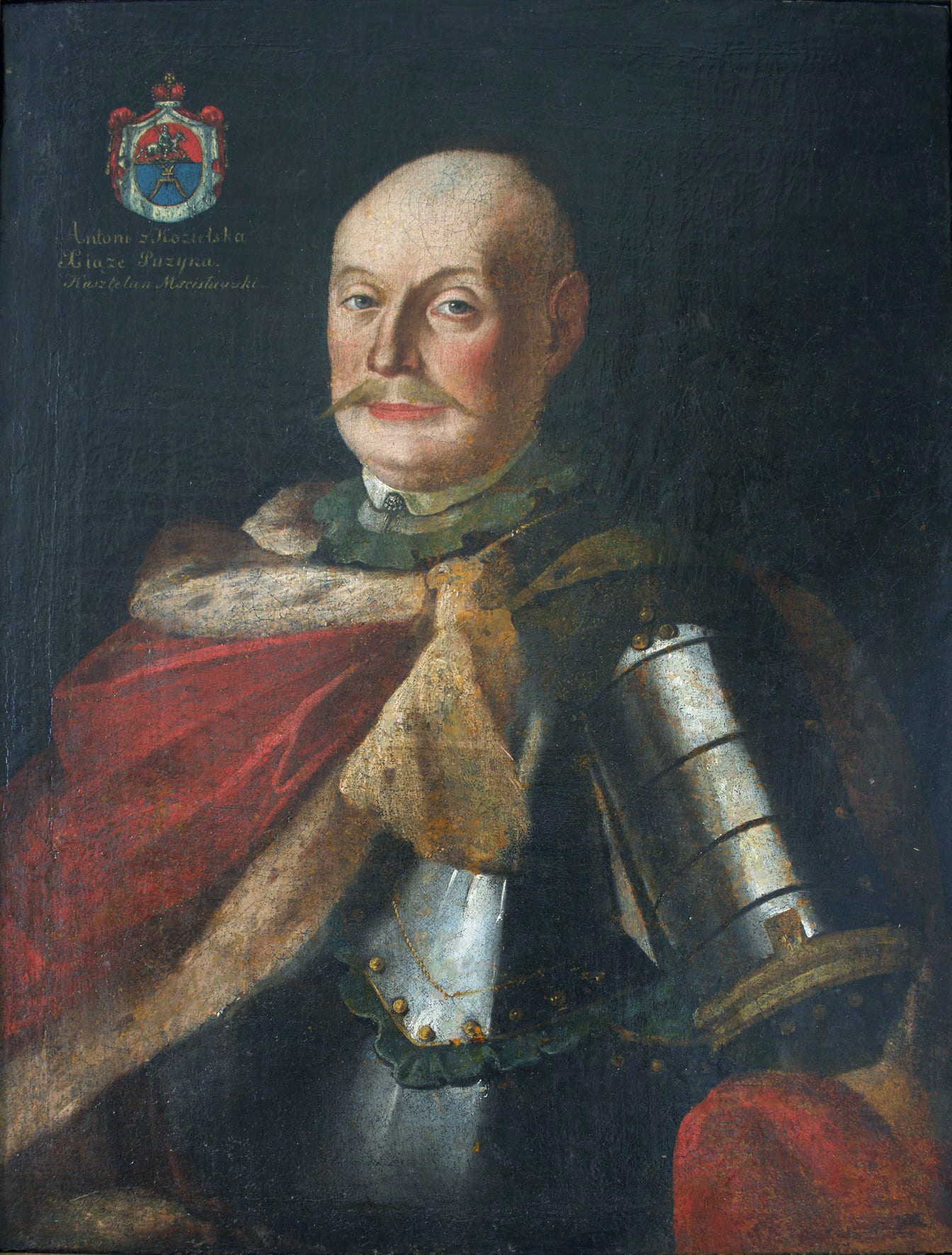
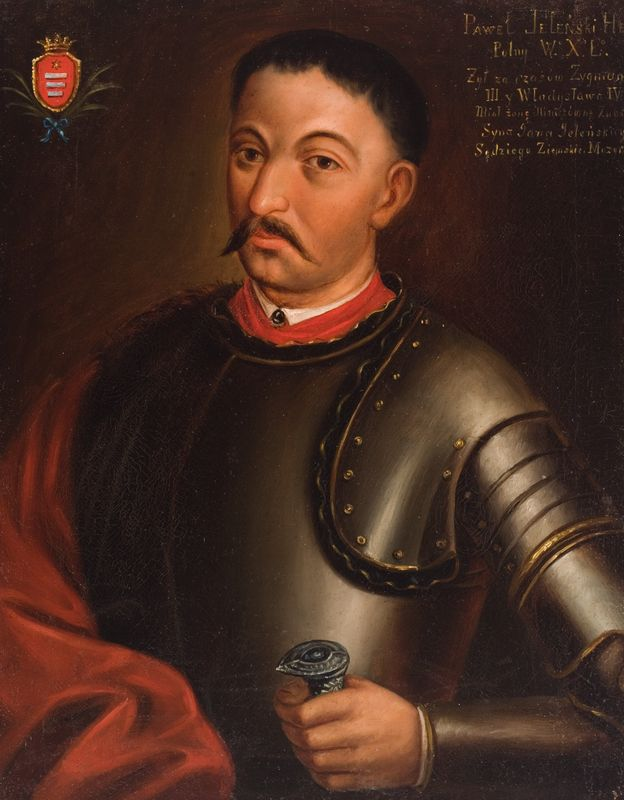
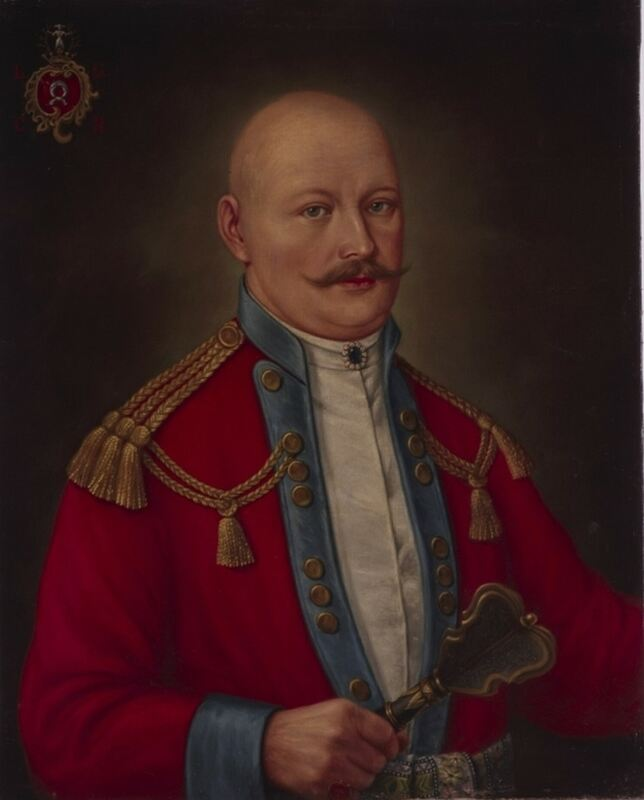
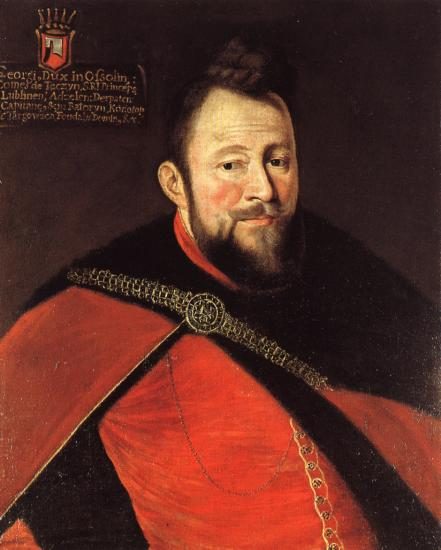
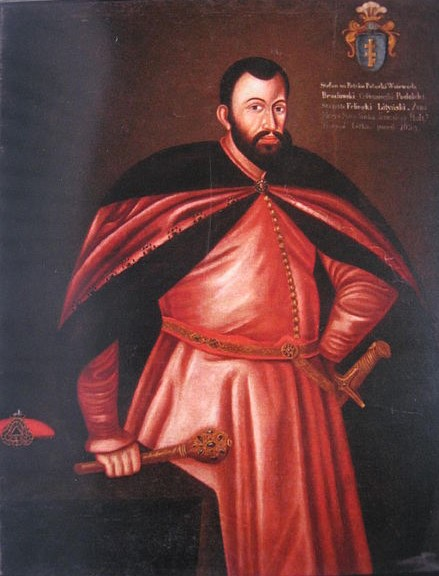

#### Nobilitacja
Nobilitacja była formą prawną uszlachetnienia osoby, która dotąd nie posiadała szlachectwa. Do drugiej połowy XVI wieku prawo nobilitacji posiadał sam król, następnie król w porozumieniu z sejmem, a od 1601 roku decydował o tym już sam sejm. Kwestia nobilitowanych na przestrzeni czasu była równie chwiejna, początkowo byli od razu pełnoprawnymi członkami stanu szlacheckiego, jednak w 1669 roku ogłoszono konstytucję, na mocy której ustalono ograniczenia ich praw. Od tego czasu dostęp do sprawowania urzędów w Rzeczypospolitej uzyskiwali potomkowie nobilitowanego dopiero w trzecim pokoleniu. W 1775 roku sejm uwarunkował uznanie nobilitacji od zakupu dóbr ziemskich o wartości najmniej 50 000 złotych.
Należy zaznaczyć, że w przeciwieństwie od adopcji herbowych nobilitacja nie była praktykowana zbyt regularnie w Rzeczypospolitej, działo się tak zarówno w przypadku indygenatów.

#### Indygenat
Indygenat był formą prawną uznania obcego szlachectwa, nadaniem zagranicznemu rodowi szlacheckiemu lub mieszczańskiemu obywatelstwa i związanych z nim przywilejów w państwie uznającym. W całej polskiej historii zostało przyznanych 413 indygenatów rodom zagranicznym. Tadeusz Czacki obliczył liczbę wszystkich indygenatów ogłoszonych w zbiorze konstytucji sejmowych Volumina Legum na 355 .

### Źródła heraldyczne

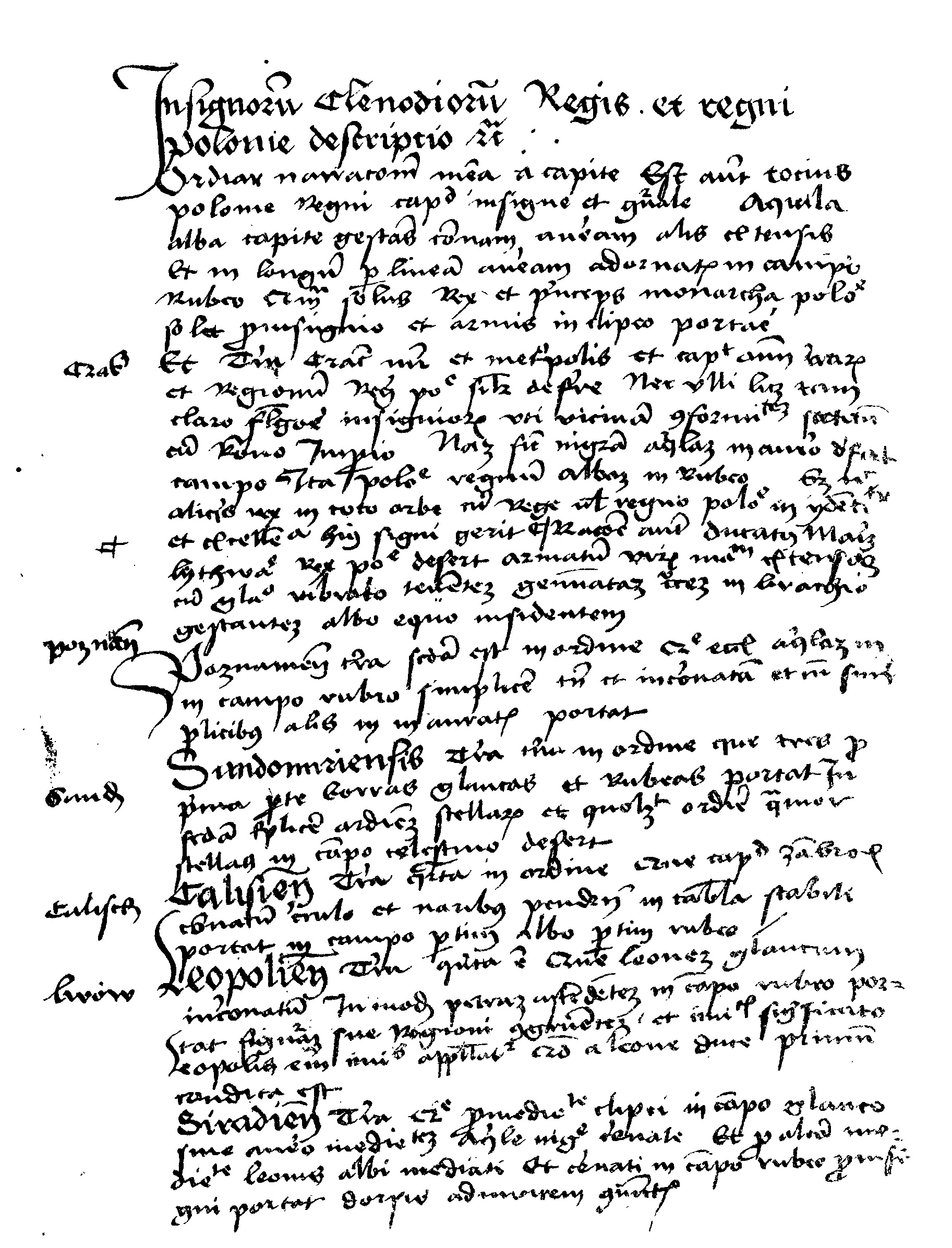
Jedna ze stron rękopisu autorstwa Jana Długosza (1464–1480)

Do najstarszych źródeł herbów polskich należą pieczęcie i ilustracje w kodeksach. Dodatkowo źródłem heraldyki innych krajów są również monety, jednakże w przypadku Polski źródło to nie ma większego znaczenia. W Polsce ważną rolę odgrywają również zabytki malarstwa gotyckiego, zarówno ściennego, jak i tablicowego. Przedstawienia te były często ozdabiane herbami właścicieli, fundatorów lub osób widniejących na nich. Malarstwo oraz iluminatorstwo gotyckie jest przydatne zwłaszcza do badania średniowiecznej barwy heraldycznej herbów.
Kolejnym rodzajem źródeł umożliwiających poznanie heraldyki i herbów są nagrobki, witraże, a także zabytki sztuki średniowiecznej z herbami, tak jak malarstwo. Należą do nich przedmioty związane z kultem chrześcijańskim (chrzcielnice, relikwiarze, kielichy, monstrancje) oraz przedmioty codziennego użytku (np. kielichy, zapinki, zachowane tarcze i hełmy).
Ostatnią grupą źródeł heraldyki są tzw. role herbowe. Zawarte w nich informacje heraldyczne pozwalają na odmienne spojrzenie na rycerstwo oraz okres średniowiecza. Najbardziej ciekawymi dla polskiej heraldyki źródłami z tej dziedziny jest chociażby ilustrowany zabytek heraldyczny Żywot świętej Jadwigi z 1355 roku. Kolejny jest Herbarz Gelrego (niem. Wappenboek Gelre), przechowywany w Bibliotece Królewskiej Belgii, pochodzący z lat 1369–1399, gdzie na kartach 52v–55 znalazły się również herby polskie. Na ogół w tego rodzaju źródłach herby poświęcone rycerstwu jednego kraju znajdują się na kartach jeden obok drugiego. Podobnie jest z Rolą Bellenville (XV w.), Herbarzem Lyncenich (XV w.) i przechowywanym w Sztokholmie Codex Bergshammar (1434–1444). Zabytkiem odrobinę innego rodzaju jest Księga bracka św. Krzysztofa na Arlbergu, zwana też Herbarzem z Arlbergu, gdzie umieszczano herby tych polskich rycerzy, którzy przystąpili do owego bractwa. Ich herby były domalowywane sukcesywnie wraz z ich wstępowaniem. Jako pierwsi znaleźli się tam ci z polskich rycerzy, którzy udawali się na Sobór w Konstancji. Temu soborowi jest poświęcony inkunabuł – Kronika Soboru w Konstancji Ulricha z Richentalu. Ostatnim średniowiecznym herbarzem, ważnym dla heraldyki polskiej jest zlokalizowany w Biblioteki Arsenału w Paryżu – Herbarz Złotego Runa (1434–1435).
W Polsce, oprócz pieczęci i zapisek, źródeł heraldycznych jest niewiele. Na pierwszym miejscu należy wymienić napisane łaciną Insignia seu clenodia Regis et Regni Poloniae, autorstwa Jana Długosza, zwane też Klejnotami Długoszowymi. Jest to pierwszy znany historii herbarz polski, który powstawał na przestrzeni lat 1454–1480.

Występowanie polskich herbów w zachodnich rolach herbowych, świadczy o obecności rycerstwa polskiego w kulturze średniowiecznej Europy. Oprócz wymienionego już XVI-wieczny herbarza Marka Ambrożego, ważnym dziełem zachodniej sztuki ról herbowych jest tzw. Arma Regni Poloniae (wydana po raz pierwszy w Antwerpii w 1562 r.; po raz drugi w Paryżu około 1572 r.). 

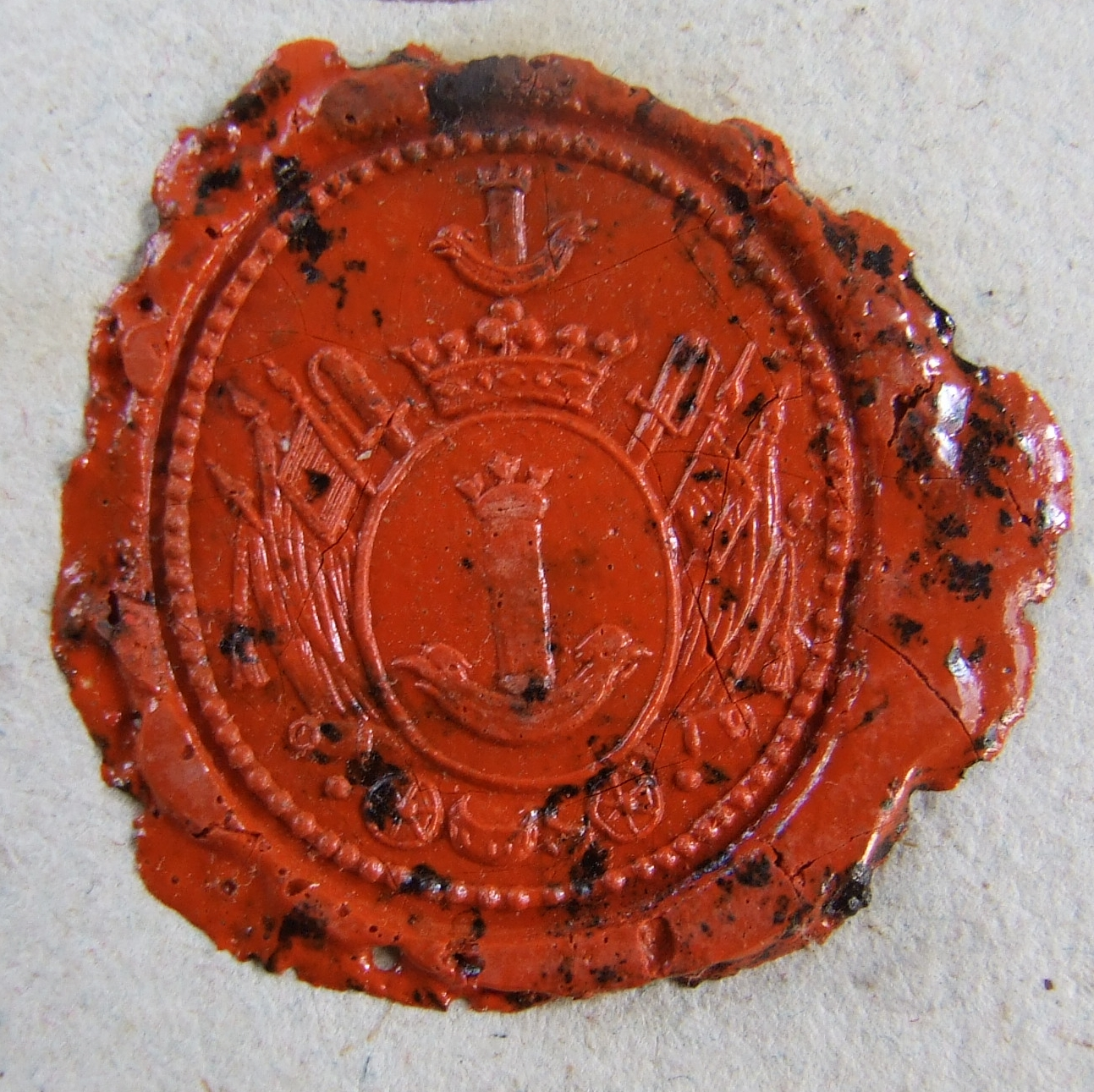
Pieczęć z herbem Korab (1798)
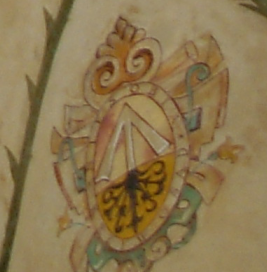
Malarstwo ścienne z herbem Niesobia (XVII w.)
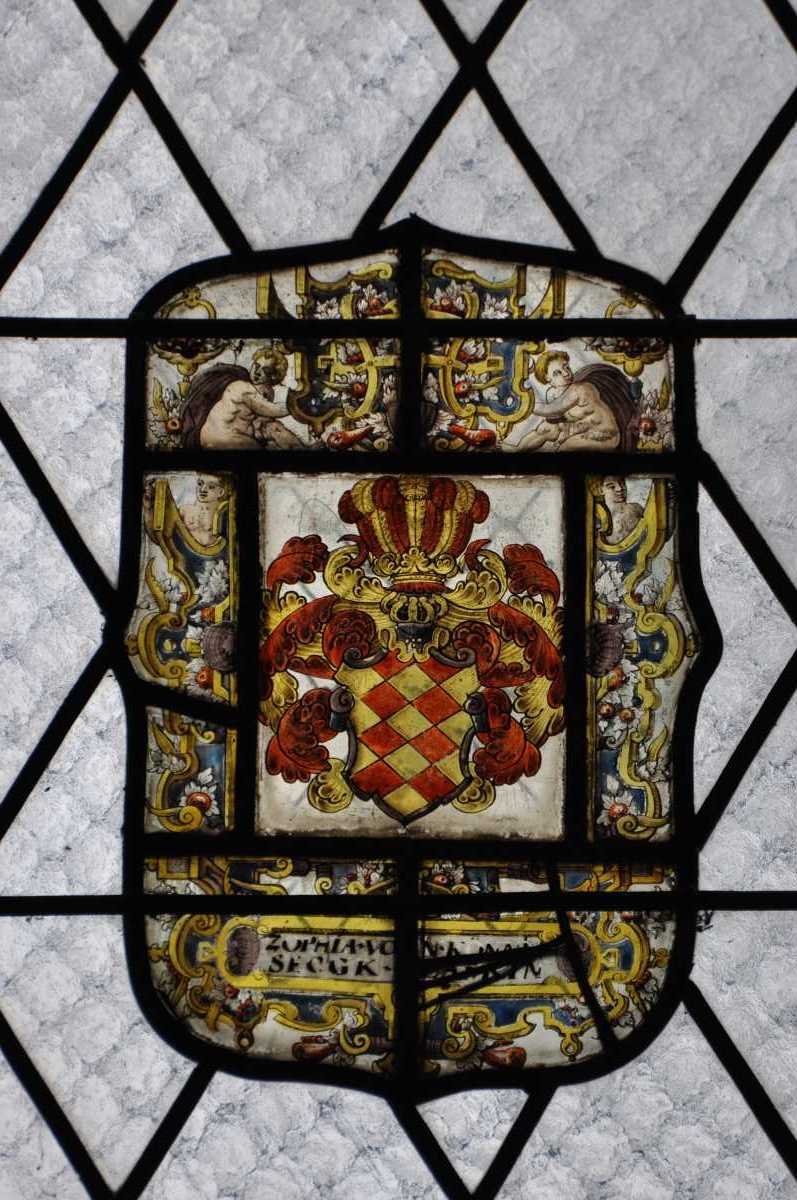
Witraż z herbem Kizynek II (XVII w.)
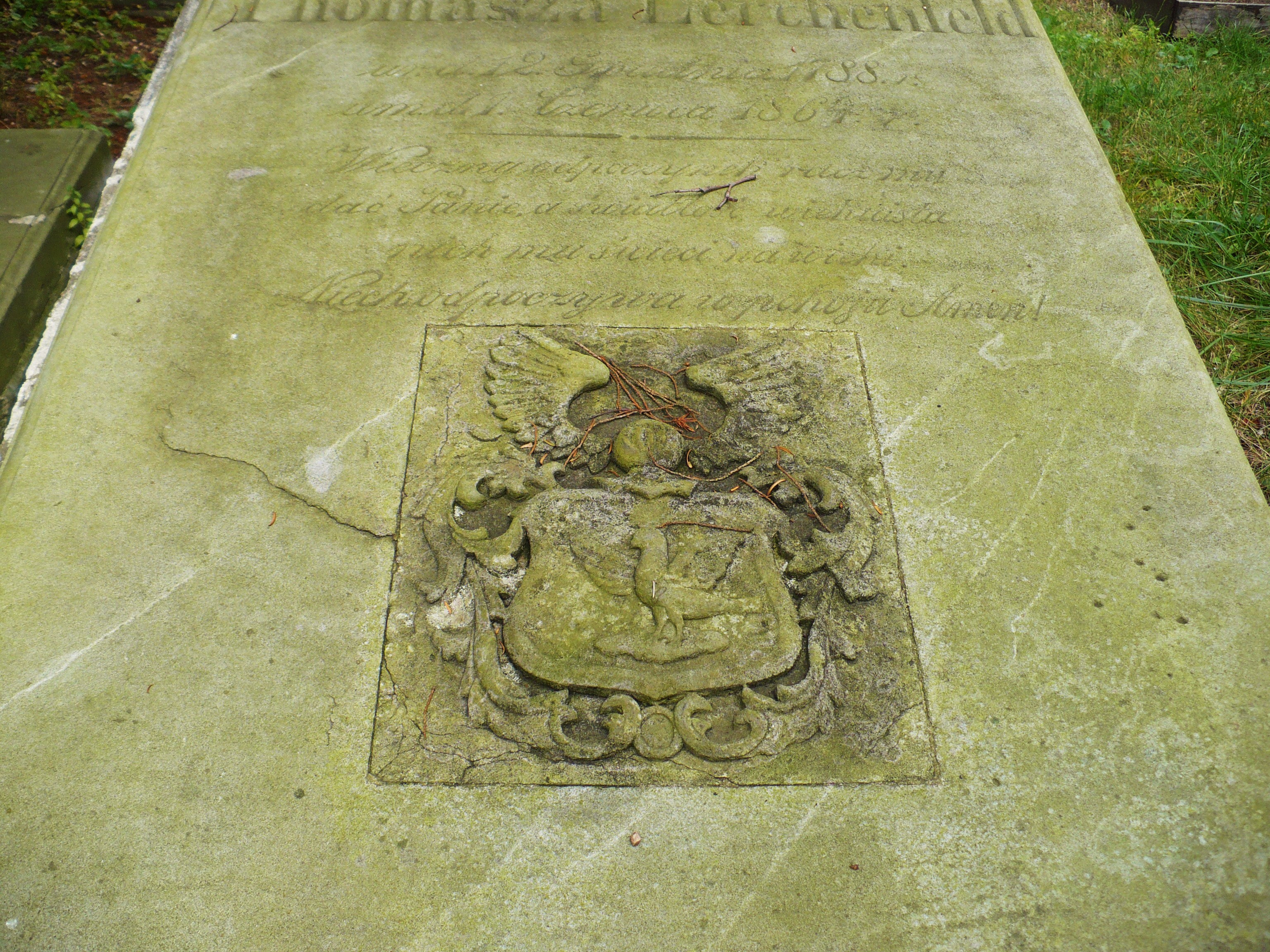
Nagrobek z herbem Łabędź (1809)

## Heraldyka kaszubska
Częścią heraldyki polskiej jest heraldyka kaszubska, będąca nauką zajmująca się herbami używanymi na terenie Kaszub. Herby kaszubskie zarówno, jak i polskie cechują się tendencją do posiadania jednego pola herbowego, co sugeruje, że można się o nich wypowiadać w bardziej słowiańskim kontekście. Herby szlachty kaszubskiej podzielić można na cztery grupy pod względem pochodzenia narodowego: herby pruskie, polskie, zachodnie (niemieckie, śląskie, zachodniopomorskie) oraz rodzime herby kaszubskie. Cechą charakterystyczną kaszubskiej heraldyki jest zmienność herbów nawet w obrębie bliskich krewnych z tego samego rodu.

## Heraldyka polska współcześnie
W czasach współczesnych na temat polskiej heraldyki wydawane są liczne publikacje książkowe, w tym prace naukowe. W XXI w. polscy heraldycy dyskutowali o przyszłości polskiego godła państwowego oraz o herbie papieża Benedykta XVI.

Powstały również liczne towarzystwa naukowe. Przykładowo w 1987 roku powstało najbardziej znane w tym charakterze – Polskie Towarzystwo Heraldyczne, które za cel powstania stawia sobie rozwijanie, pogłębianie i upowszechnianie badań z dziedziny heraldyki jako nauki historycznej . 
Kilka lat później, bo w 1998 roku, powstała Komisja Heraldyczna, czyli państwowy organ opiniodawczo-doradczy ministra właściwego do spraw administracji publicznej związany z heraldyką, weksylologią oraz falerystyką, podlegającej ministrowi spraw wewnętrznych i administracji. 